# Malzmüllerwiesenteich
Der Malzmüllerwiesenteich ist ein flacher Teich in der Störmarsch in Itzehoe.
Der Teich wurde Ende der 1970er Jahre im Rahmen der Schaffung eines Naherholungsgebietes künstlich angelegt. Im Nordwesten grenzt das Festgelände an, auf dem regelmäßig Jahrmärkte und ähnliche Veranstaltungen stattfinden; im Süden wird er durch den Stördeich begrenzt. Der Teich ist vom Sportanglerverein Itzehoe gepachtet und dient dem Verein als Aufzuchtgewässer. Vor dem Winter wird er abgefischt. In Wintern, in denen die Eisdecke tragfähig genug ist, wird der Teich auch zum Schlittschuhlaufen freigegeben. Das Baden im Teich ist nicht verboten.
Auf dem Festgelände, den Malzmüllerwiesen, befinden sich einige Reisemobil-Stellplätze. Eine Ver- und Entsorgungsstation ist auf dem angrenzenden Parkplatz vorhanden.
Ein Zufluss erfolgt über den Hühnerbach, der in seinem unteren Verlauf als Mühlengraben bezeichnet wird.

## Bilder

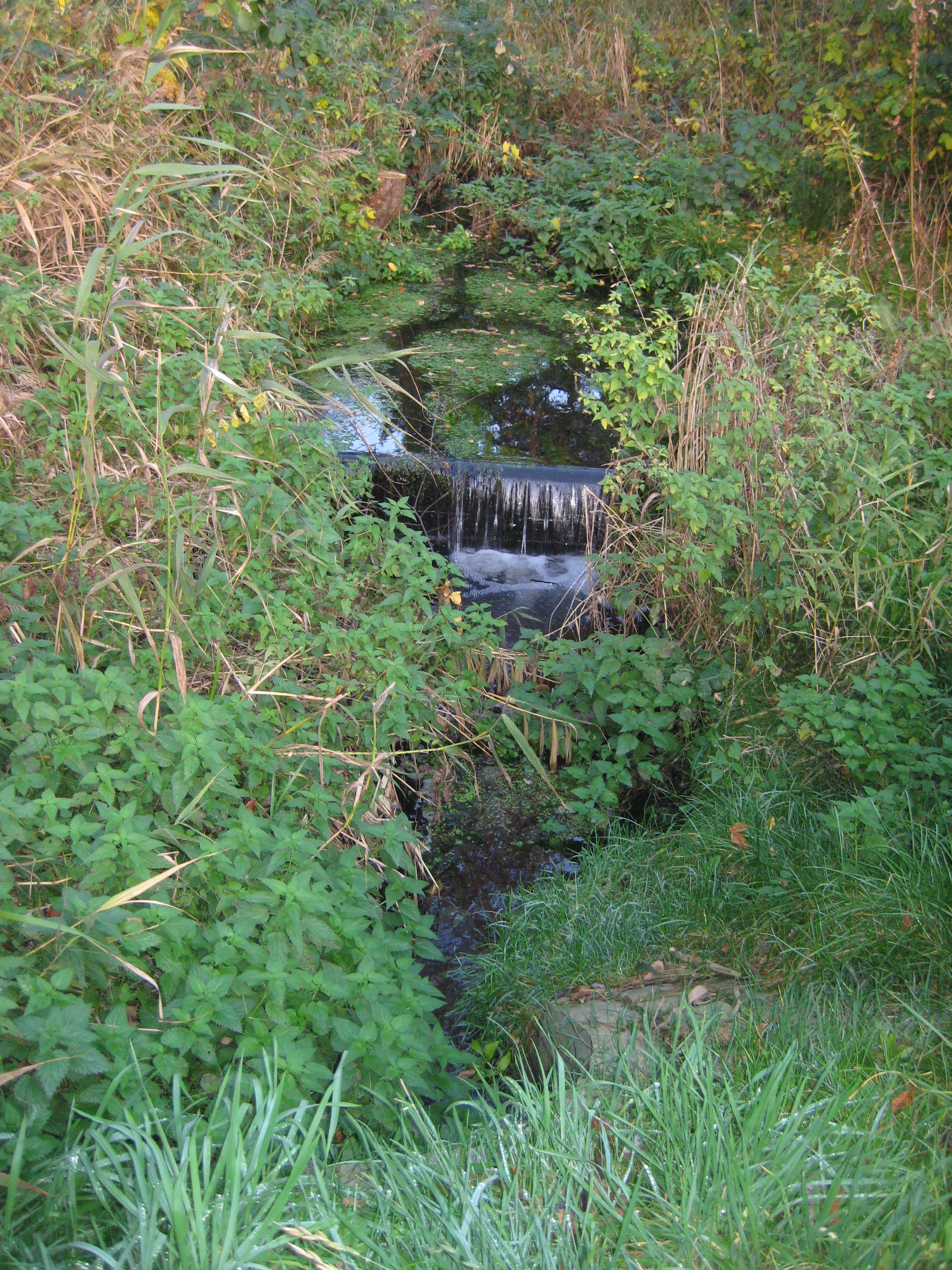
Zufluss zum Malzmüllerwiesenteich
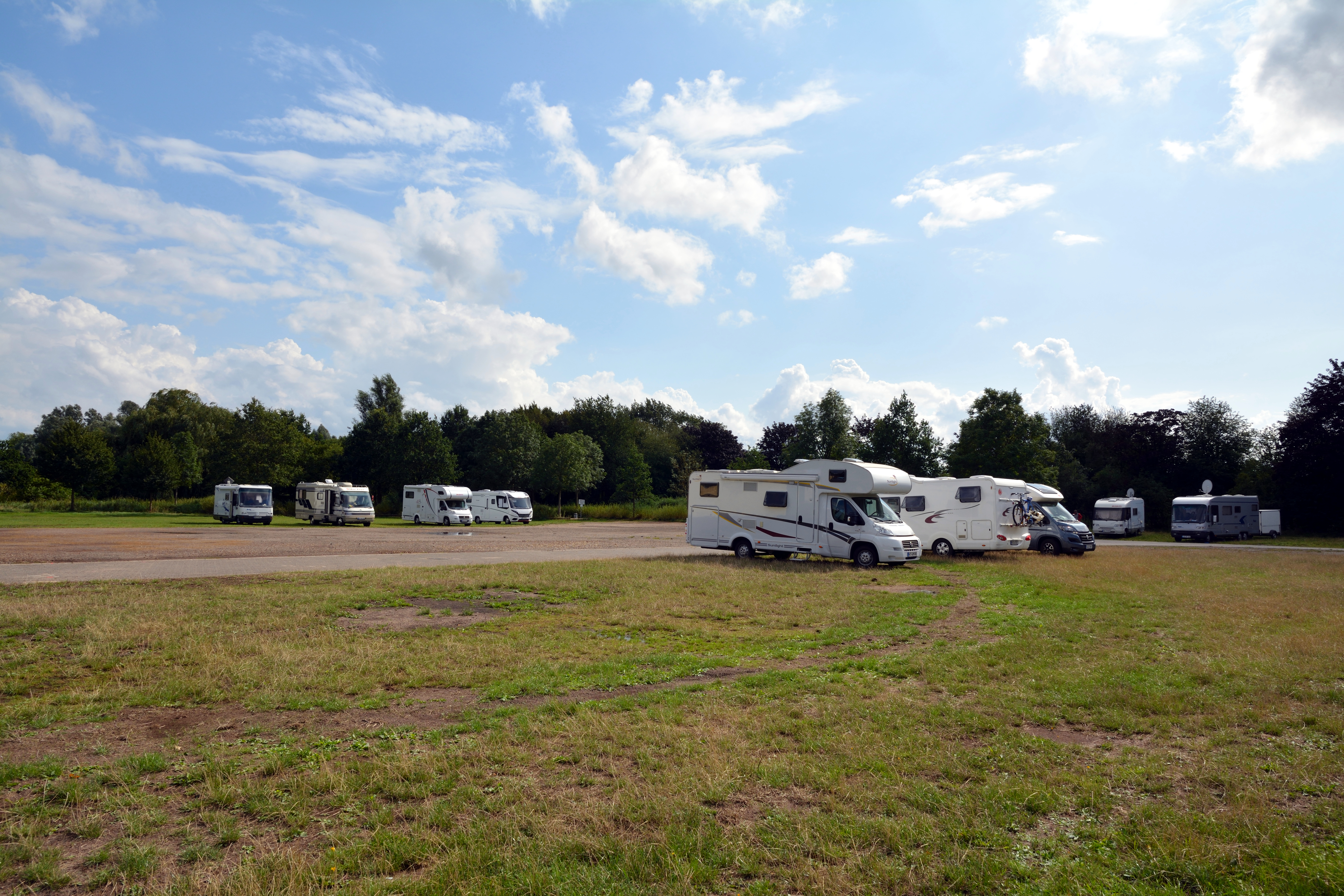
Der Wohnmobilparkplatz
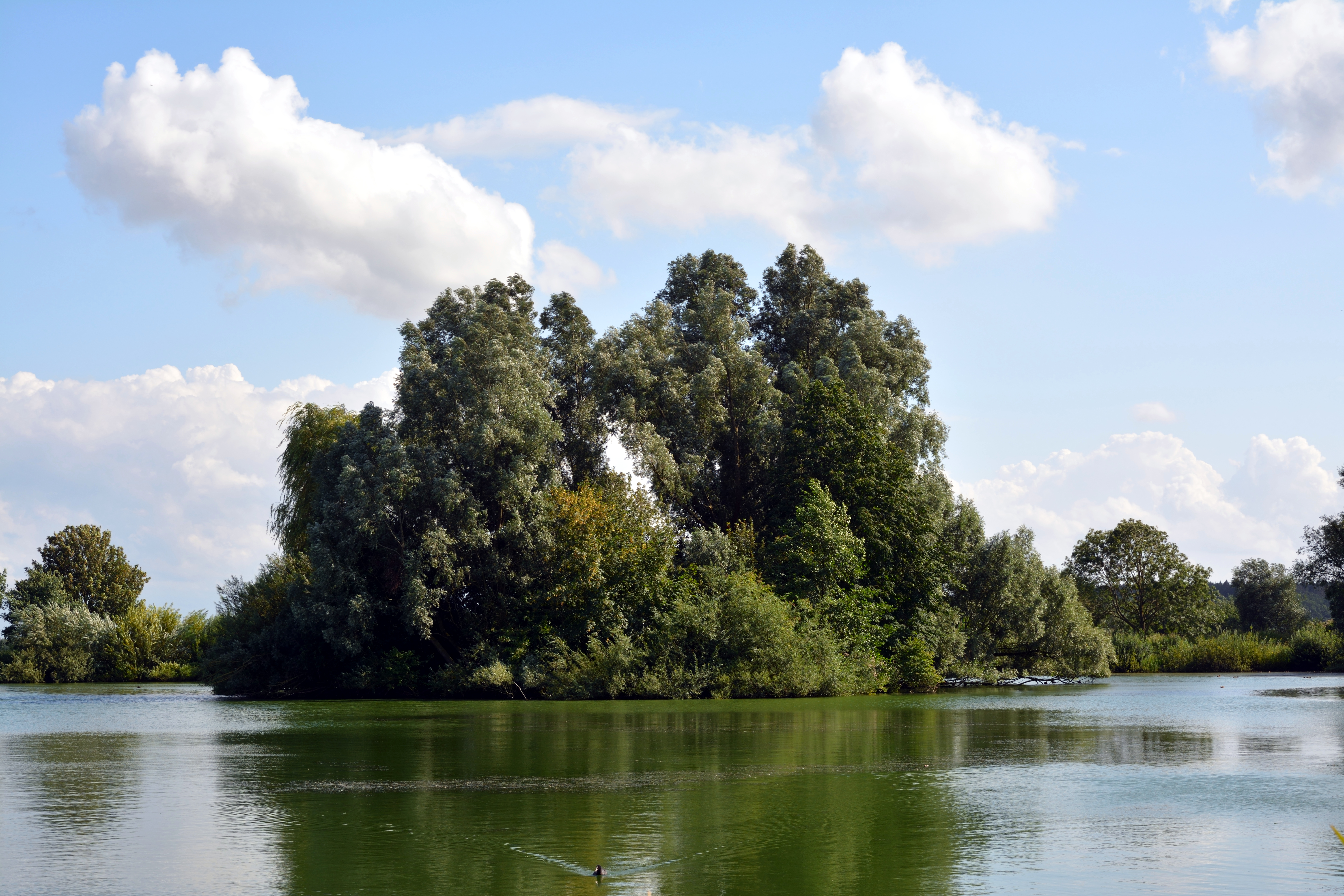
Die Insel im Teich
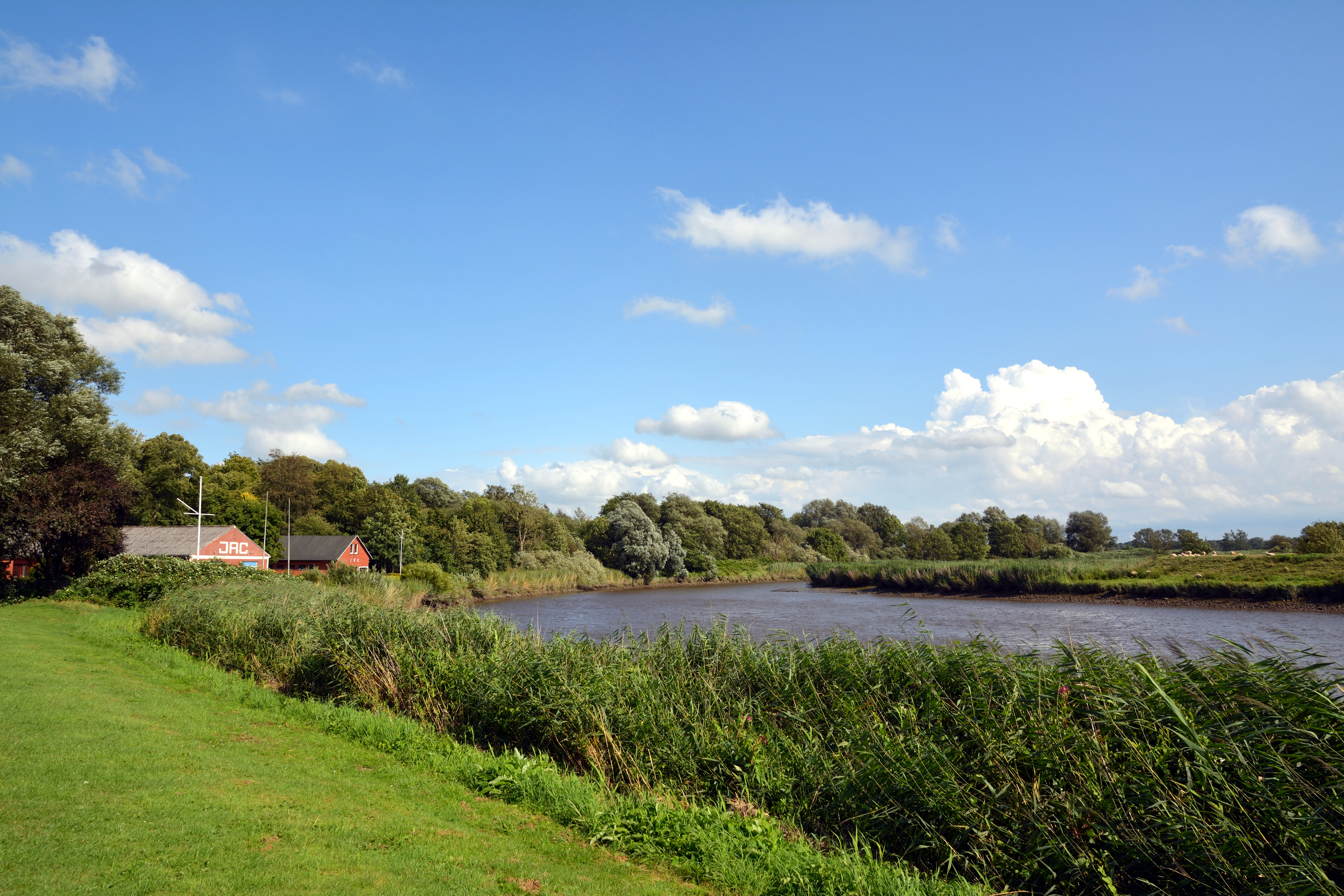
Auf dem Rundweg um den Teich